# Bex Taylor-Klaus
Bex Taylor-Klaus (Atlanta, Georgia, 12 de agosto de 1994) es una celebridad estadounidense y profesional de la actuación.

## Biografía
Persiguiendo sus dos grandes sueños, Taylor-Klaus jugó en el equipo de softbol de la escuela secundaria durante el primer año y comenzó su formación actoral con un programa de Shakespeare después de la escuela en el tercer grado. Padece trastorno por déficit de atención con hiperactividad.

### Carrera
En 2013 debutó en televisión durante la tercera temporada de The Killing, donde interpretó a Bullet.
El 15 de agosto de 2013 se dio a conocer que se contrató a Taylor-Klaus para aparecer de forma recurrente en la serie de The CW Arrow. Otros créditos incluyen papeles como estrella invitada en Longmire y Robot Chicken, así como el personaje recurrente de Lex en House of Lies.
Para junio de 2014, obtuvo un papel como estrella invitada en la serie de TNT, The Librarians en donde interpreta a Audrey Meyer. Dos meses después se anunció que Taylor-Klaus remplazaría a Amy Forsyth en el piloto de Scream para la cadena MTV, dando vida a Audrey Jensen.

## Vida personal
En noviembre de 2016, Bex, antes de salir del clóset como persona trans no binaria, se declaró homosexual en Twitter, diciendo: "hola, mi nombre es bex y sí, los rumores de que soy gay son verdaderos." Además, el 28 de julio de 2018 se declaró en Twitter como transgénero de género no binario: "Hoy salí del clóset como persona trans no binaria en una habitación llena de personas. Supongo que es hora de hacerlo aquí también..."  Taylor-Klaus utiliza en inglés los pronombres neutros «they/them».

## Filmografía
| Cine        | Cine                                    | Cine                                  | Cine                                           |
| Año         | Título                                  | Rol                                   | Notas                                          |
| ----------- | --------------------------------------- | ------------------------------------- | ---------------------------------------------- |
| 2012        | Mental Intervention                     | Debbie                                | Cortometraje                                   |
| 2013        | Last Seen                               | Becca                                 | Cortometraje                                   |
| 2014        | The Night Is Ours                       | Morgan                                | Cortometraje                                   |
| 2015        | Riley                                   |                                       | Cortometraje                                   |
| 2015        | The Last Witch Hunter                   | Bronwyn                               |                                                |
| 2016        | Discarnate                              | Violette Paich                        |                                                |
| 2018        | Hell Fest                               | Taylor                                |                                                |
| 2018        | Dumplin'                                | Hannah Perez                          |                                                |
| 2018        | Ralph Breaks the Internet               | Twit (voz)                            |                                                |
| Televisión  |                                         |                                       |                                                |
| Año         | Título                                  | Rol                                   | Notas                                          |
| 2012        | Hit Me Up!                              | Elle misme                            | 1 episodio                                     |
| 2013        | The Killing                             | Bullet                                | 9 episodios                                    |
| 2013–15; 19 | Arrow                                   | Sin                                   | 9 episodios                                    |
| 2014        | House of Lies                           | Lex                                   | 5 episodios                                    |
| 2014        | Longmire                                | Vivian                                | 1 episodio                                     |
| 2014        | Robot Chicken                           | Hermione Granger / Abby la vaca (voz) | 1 episodio: "The Hobbit: There and Bennigan's" |
| 2015        | The Librarians                          | Amy Meyer                             | 1 episodio                                     |
| 2015        | Glee                                    | Chica Gótica                          | 1 episodio                                     |
| 2015        | iZombie                                 | Teresa Giovanni                       | 2 episodios                                    |
| 2015–16     | Scream                                  | Audrey Jensen                         | 23 episodios                                   |
| 2016–18     | Voltron: Legendary Defender             | Pidge Gunderson / Katie Holt; (voz)   | 73 episodios                                   |
| 2017        | Voltron Legendary Defender Motion Comic | Pidge Gunderson / Katie Holt; (voz)   | 6 episodios                                    |
| 2018        | Here and Now                            | Dex Reynolds                          | 2 episodios                                    |
| 2019        | 13 Reasons Why                          | Casey Ford                            | 7 episodios                                    |

## Premios y nominaciones
| Año  | Nominación  | Premio                                                                                          | Resultado |
| ---- | ----------- | ----------------------------------------------------------------------------------------------- | --------- |
| 2014 | The Killing | Joey Award - Young Ensemble Cast in a Dramatic TV Series                                        | Ganador   |
| 2014 | The Killing | Joey Award - International Actress Television Lead or Supporting Role that was filmed in Canada | Ganador   |